# Salvatore Amitrano
Salvatore Amitrano (Castellammare di Stabia, 3 de diciembre de 1975) es un deportista italiano que compitió en remo.
Participó en tres Juegos Olímpicos de Verano, obteniendo una medalla de bronce en Atenas 2004, en la prueba de cuatro sin timonel ligero, el cuarto lugar en Sídney 2000 y el séptimo en Pekín 2008, en la misma prueba.
Ganó seis medallas en el Campeonato Mundial de Remo entre los años 1994 y 2007, y dos medallas de oro en el Campeonato Europeo de Remo, en los años 2007 y 2008.

## Palmarés internacional
| Juegos Olímpicos   | Juegos Olímpicos              | Juegos Olímpicos  | Juegos Olímpicos          |
| Año                | Lugar                         | Medalla           | Prueba                    |
| ------------------ | ----------------------------- | ----------------- | ------------------------- |
| 2004               | Atenas (Grecia)               | Medalla de bronce | Cuatro sin timonel ligero |
| Campeonato Mundial |                               |                   |                           |
| Año                | Lugar                         | Medalla           | Prueba                    |
| 1994               | Indianápolis (Estados Unidos) | Medalla de bronce | Ocho con timonel ligero   |
| 1995               | Tampere (Finlandia)           | Medalla de bronce | Ocho con timonel ligero   |
| 2002               | Sevilla (España)              | Medalla de plata  | Cuatro sin timonel ligero |
| 2003               | Milán (Italia)                | Medalla de bronce | Cuatro sin timonel ligero |
| 2005               | Kaizu (Japón)                 | Medalla de bronce | Dos sin timonel ligero    |
| 2007               | Múnich (Alemania)             | Medalla de bronce | Cuatro sin timonel ligero |
| Campeonato Europeo |                               |                   |                           |
| Año                | Lugar                         | Medalla           | Prueba                    |
| 2007               | Poznań (Polonia)              | Medalla de oro    | Cuatro sin timonel ligero |
| 2008               | Maratón (Grecia)              | Medalla de oro    | Cuatro sin timonel ligero |